# Caecognathia polaris
Caecognathia polaris är en kräftdjursart som först beskrevs av Hodgson 1902.  Caecognathia polaris ingår i släktet Caecognathia och familjen Gnathiidae. Inga underarter finns listade i Catalogue of Life.